# Dějiny Indie

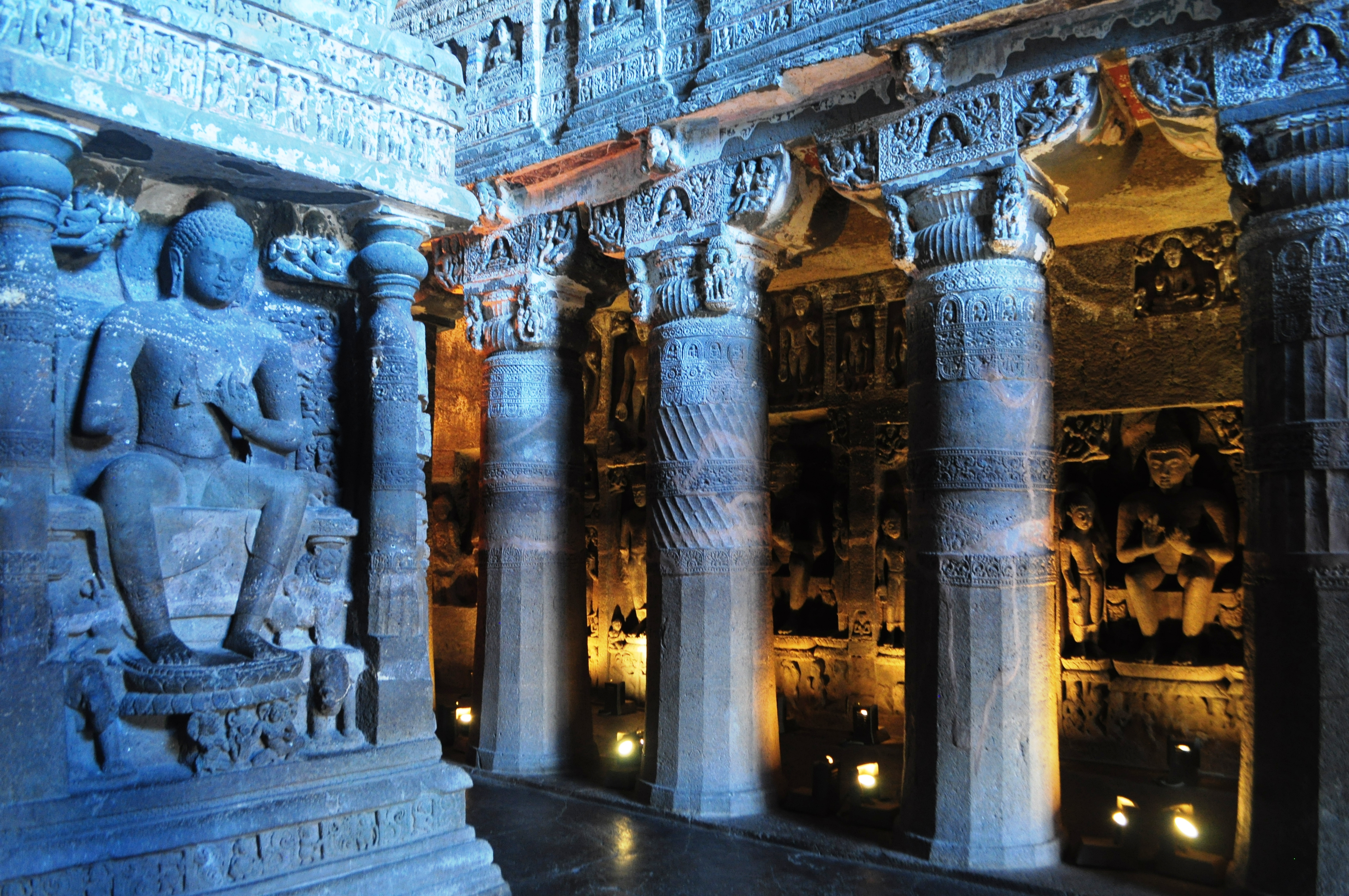
Buddhistický jeskynní komplex Adžanta z 2. století př. n. l.

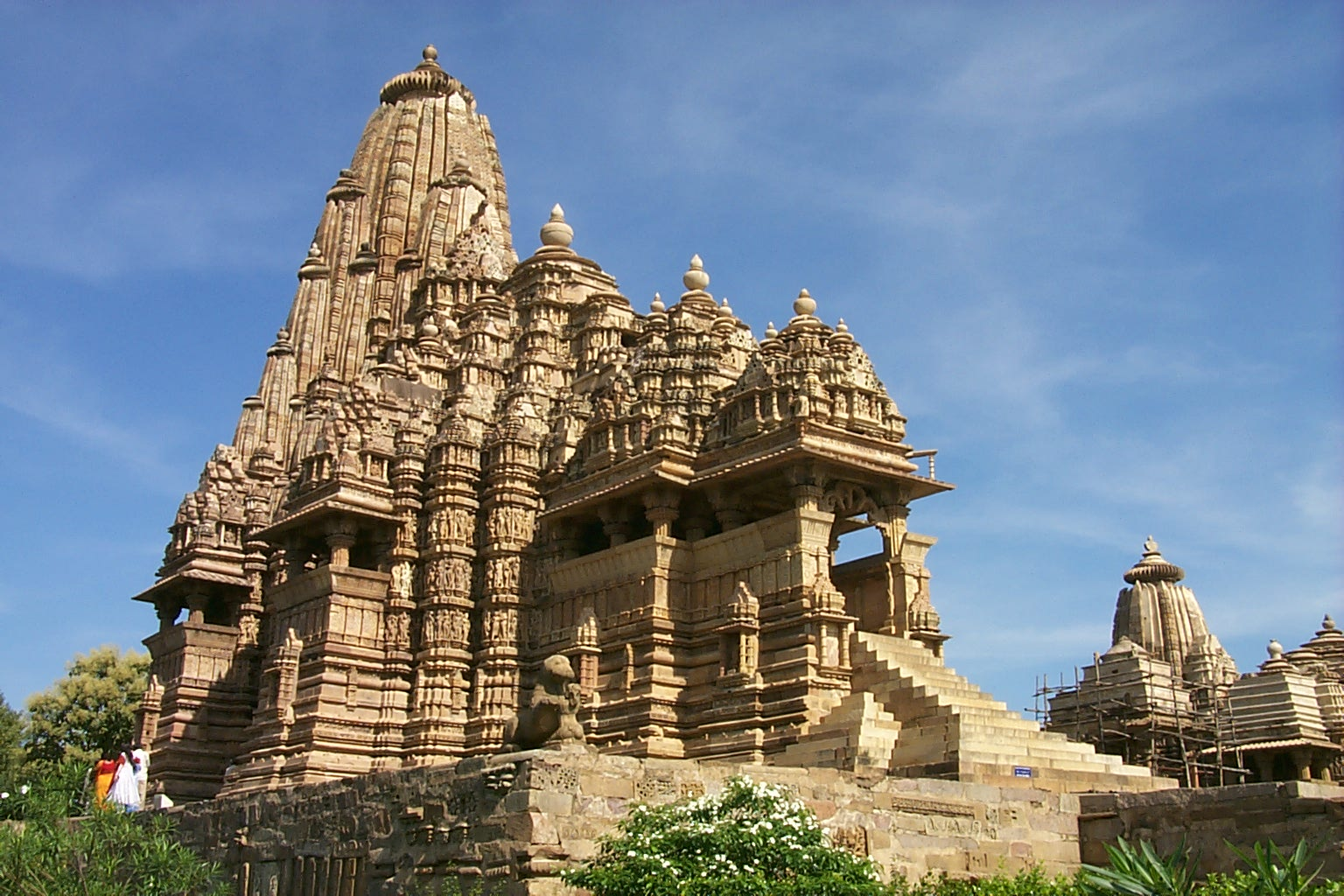
Hinduistické chrámy v Khadžuráhu z 10. století n. l.

Dějiny Indie začínají na severozápadě Indického subkontinentu v poříčí řeky Indu. Zdejší civilizace se stala známá jako harappská kultura a rozvíjela se přibližně mezi lety 3200 – 1700 př. n. l. Po jejím zániku v průběhu druhého tisíciletí nastalo v Indii tzv. období véd, nazvané podle staroindických textů zvaných védy. Někdy kolem 6. století př. n. l. se na území dnešní Indie nacházelo více menších státních útvarů zvané mahádžanapady. Jedno z nich byla Magadha, kde se narodili Mahávíra a Gautama Buddha, zakladatelé džinismu a buddhismu.
Ještě v 6. století př. n. l. vpadla do oblasti severozápadu Indického subkontinentu vojska achaimenovce Dareia prvního a o dvě století později pak Alexandra Velikého. V roce 180 př. n. l. v této oblasti vzniklo Indo-řecké království, které zabíralo území od Gandháry po Paňdžáb. Největšího kulturního i obchodního rozmachu království dosáhlo pod vládou Menandra I. Takřka celý subkontinent se podařilo sjednotit dynastii Maurjů během 4. a 3. století př. n. l. Následující období vlády Guptů se díky rozmachu náboženství i vědy stalo známé jako zlatý věk Indie. Přibližně ve stejné době na Indickém subkontinentu existovalo množství dalších státních útvarů jako království Pándjů, Čólů, Čérů či Pálovů.
Islám se do Indie dostal v roce 712, když arabský generál Muhammad ibn Kásim dobyl oblast Sindu, Multánu v jižním Paňdžábu. Připravil tím půdu pro vznik Ghaznovské říše, Dillíského sultanátu i říše Mughalů. V Indii však vzniklo i několik hinduistických království jako byla říše Maráthů, Vidžajanagárů a dalších menších království Rádžpútů.
Koncem středověku se Indie dostala do obchodního kontaktu s evropskými zeměmi prostřednictvím obchodních společností. Již od počátku 18. století se pak Indie dostávala pod stále větší kontrolu Velké Británie, resp. Britské Východoindické společnosti. Stále větší nespokojenost Indů s britskou nadvládou roku 1857 vyústila v první válku za indickou nezávislost. Neúspěch indického pokusu o osamostatnění vedl ke vzniku Britské Indie.
První polovina 20. století se dějiny Indie nesly ve znamení bojů za nezávislost, v jejichž čele stál Indický národní kongres, jenž založil Móhandás Karamčand Gándhí. Subkontinentu se podařilo osamostatnit se od nadvlády Velké Británie v roce 1947, kdy vznikla Indická republika a Pákistán, na jehož území později vznikl samostatný stát Bangladéš.

## Prehistorická doba

### Doba kamenná
Ojedinělé nálezy pozůstatků Homo erecta v údolí řeky Narmadá ve střední Indii naznačují, že Indie mohla být osídlena přinejmenším od středního pleciosténu, tedy někdy v době mezi 200 000 až 500 000 lety. Období mezolitu na Indickém subkontinentu započalo někdy před 30 000lety a trvalo okolo dvaceti pěti tisíc let. Zdá se, že moderní člověk subkontinent osídlil někdy ke konci doby ledové, tedy přibližně před dvanácti tisíci lety.
První potvrzené nálezy o stálém osídlení pocházejí z Bhimbetky v Madhjapradéši a datují se do doby před 9 000 lety. Ranou neolitickou kulturu jižní Asie pak reprezentuje archeologická lokalita Méhrgarh v dnešním Balúčistánu. Zdejší nálezy pocházejí přibližně z doby kolem roku 7 000 př. n. l. Svou stopu zanechala neolitická kultura též v oblasti Kambajského zálivu, pomocí radiokarbonové metody bylo stáří zdejšího osídlení odhadnuto na 9 500 let. Pozdní neolitická kultura se pak rozvíjela mezi lety 6000–2000 př. n. l. v údolí řeky Indu a v rozmezí let 2800–1200 př. n. l. pak v jižní Indii. Oblast subkontinentu, kde se dnes nachází území Pákistánu, bylo průběžně osídleno poslední dva miliony let.

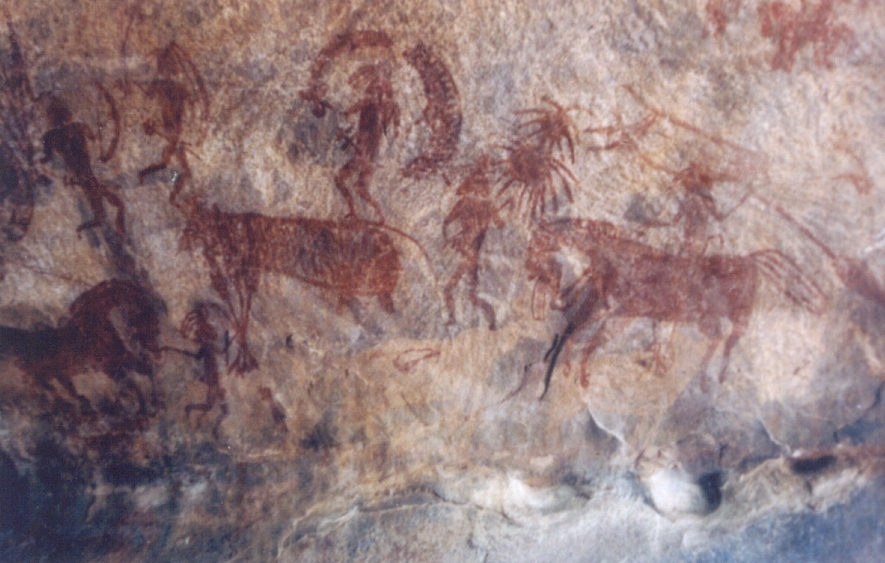
Skalní úkryty Bhimbetka

Starověká historie oblasti zahrnuje některé nejstarší jihoasijské osady i některé velké civilizace. Nejstarší archeologická lokalita Pákistánu je paleolitické hominidiní naleziště u řeky Sóán. Tam se rozvíjela tzv. kultura Sóán. Vesnický život obyvatel započal v oblasti Méhrgarhu v období neolitu, zatímco první městská civilizace v oblasti byla kultura poříčí Indu s hlavními centry v Mohendžo-daru a Harappě.

### Doba bronzová
Doba bronzová na Indickém poloostrově započala kolem roku 3300 př. n. l. v době, kdy se začala rozmáhat Harappská kultura. Harappané se začali rozvíjet ve znalostech z oblasti metalurgie a výrobě mědi, bronzu, olova i cínu. Harappská kultura zažila rozmach mezi lety 2600-1900 př. n. l. a předznamenala počátky městských civilizací na subkontinentu. Její hlavní dvě centra tvořila města Mohendžo-daro a Harappa (v dnešním Pákistánu), dále např. Lóthal a Dholavíra (v dnešní Indii). Jádro kultury se nacházelo v poříčí řeky Indu a jeho přítoků a její území sahalo k řece Ghaggar, Ganžsko-jamunskému dóábu, Gudžarátu a severnímu Afghánistánu. Harappané mimo jiné stavěli domy z cihel, zavedli drenážní systém a patrové budovy. Mimo Mohendžodaro a Harappu byly dalšími centry protoindické kultury např. Kálibanganm, Rýkhigarhí či Nuhato. Přesné příčiny úpadku této kultury nejsou známy, úpadek mohl nastat následkem klimatických změn.

### Doba železná

#### Védské období
Védská kultura je indoárijského původu a je spojována s védami, hinduistickými posvátnými texty, které jsou jedny z nejstarších dochovaných textů vůbec. Období véd započalo někdy kolem roku 1500 př. n. l. a trvalo přibližně tisíc let. Někteří indičtí nacionální historici však toto datování zpochybňují a kladou védské období do dřívější doby. Během védského období byl položen základ indických náboženství, jazyka i kultury. Prvních pět set let védského období (1 500–1 000 př. n. l.) přibližně odpovídá indické době bronzové a dalších pět set let (1000-500) době železné.
Mezi badateli nepanuje úplná shoda o tom, jak se Árjové do Indie dostali. Většina badatelů však zastává názor, že Árjové byli původně obyvateli Střední Asie a do Indie se dostali ze severu přes Afghánistán a Baktrii. Někteří další vědci však upřednostňují jiný model árijské migrace, totiž že jejich původní domovinou byla právě jižní Asie.
Raná védská společnost se skládala převážně z pastýřských skupin, které spolu s pozdními Harappany zanikly z dosud neznámých důvodů. Podle Rgvédy se árijská kultura stávala stále více kulturou zemědělskou, a brzy se začala dělit do varen. V tomto období mají kromě véd svůj původ tradiční staroindické eposy Mahábhárata a Rámájana. Současníkem prvotní kultury Indoárijců byla z části pravděpodobně kultura okrově malované keramiky. V této době se též rozvíjela kultura černě a červeně malované keramiky a kultura šedě malované keramiky. Konec védského období byl již ve znamení kmenových společenství, které se staly základem vzniku mahádžanapad.

#### Mahádžanapady
V pozdním védském období, někdy kolem roku 1000 př. n. l., Indický subkontinent pokrývala řada menších zemí, o kterých se zmiňuje jak védská, tak buddhistická a džinistická literatura. O několik set let později se jejich počet ustálil na tradičně uváděném čísle 16. Patřilo sem Káší, Kóšálsko, Anga, Magadha, Vrdždži, Malla, Čéti, Vatsa, Kuru, Paňčála, Matsja, Šúraséna, Ašmaka, Avanti, Gandhára a Kambódža. Tyto země se rozprostíraly napříč Indoganžskou nížinou od území dnešního Afghánistánu po Bengálsko a Maháráštru. Po Harappské kultuře bylo toto období druhým největším obdobím urbanizace. V tehdejší literatuře je zmiňováno mnoho menších klanových společenství, která se nacházela po celém subkontinentu. Jejich vládci byli buď voleni nebo se postavení vládce dědilo. Řečí vzdělanců byl tehdy sanskrt, avšak většina tehdejší populace severní Indie mluvila prákrtem. Z většiny mahádžanapad se kolem roku 500/400 př. n. l. staly čtyři větší země, a to Vatsa, Avanti, Kóšala a Magadha.

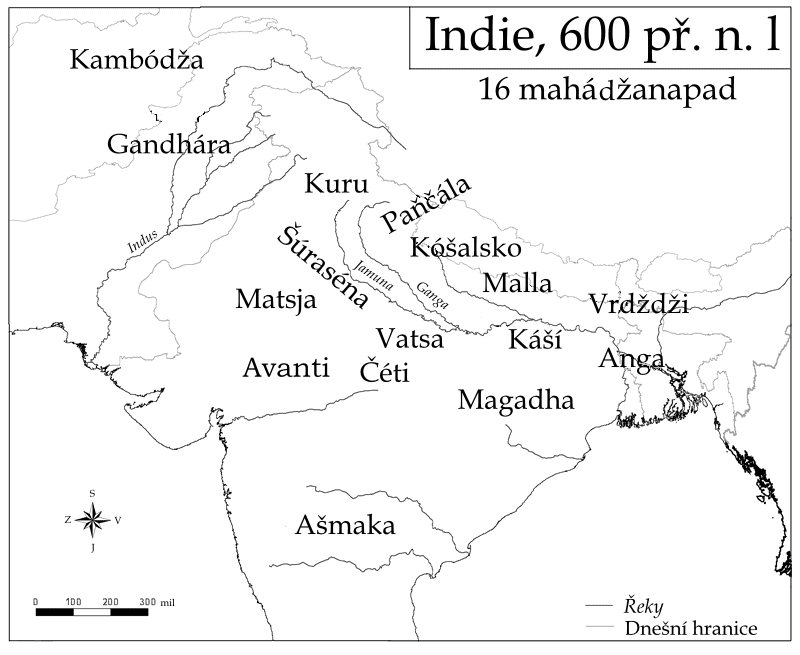
Mapa šestnácti Mahádžanapad

Tehdejší hinduistické rituály byly velmi složité a byly spojovány s vrstvou kněží, kteří si postupně vydobyli výsadní postavení. Někdy v této době, v letech 600 – 400 př. n. l., měly být sestaveny upanišady, které se hlouběji zabývají především nábožensko-filosofickými tématy. Někdy kolem roku 527 př. n. l. měl dosáhnout probuzeni Siddhártha Gautama, který se stal později známý jen jako Buddha, a který bývá považován za zakladatele buddhismu. Současníkem Buddhy pak byl Mahávíra (24. thírthankára), který propagoval podobné učení jako Buddha, jež se později stalo známé jako džinismus. Jak džinismus, tak buddhismus dodnes tvoří významnou součást indické kultury. Zatímco džinismus zůstal výhradně indickou záležitostí, buddhismus byl později šířen do centrální a východní Asie, Tibetu, jihovýchodní Asie i na Srí Lanku.

## Vpád Peršanů a Řeků
Velká část severozápadního území Indického subkontinentu (kde se dnes nachází oblast východního Afghánistánu a Pákistánu) se v době vlády perského velkokrále Dareia I. (kolem roku 520 př. n. l.) ocitla pod nadvládou Achaimenovské říše, kde zůstala po následující dvě století.
V roce 334 př. n. l. dobyl jak Achaimenovskou říši, tak i Malou Asii Alexandr Veliký. Když Alexandr dosáhl severozápadních hranic Indie, utkala se jeho armáda v bitvě u Hydaspes s indickými vojsky krále Póra. Alexandr Póra sice porazil, avšak jeho vyčerpaná armáda se brzy vzbouřila a odmítla Alexandra následovat dále do indických končin. Na dobytých územích Alexandr často nechával své vojáky, kteří měli převzít nad dobytými územími kontrolu.
Konflikt s Řeky i Peršany měl důležitý vliv na indickou kulturu. Místem střetávání různých kultur včetně té indické, perské a řecké, se stala oblast Gandháry, kde vznikl ojedinělý druh řecko-indického umění, které se označuje jako gandhárské.

## Magadhská říše
Magadha postupně vzrůstala mezi dalšími mahádžanapadami, až se postupně pod nadvládou různých dynastií stala na Indickém kontinentu převládající silou. Podle tradice Magadhu založili roku 684 př. n. l. Šišunágové, kteří ustanovili hlavním městem Rádžgagrhu (dnešní Rádžgir) poblíž dnešní Patny. Dynastii Šaišunágů kolem roku 424 př. n. l. nahradila dynastie Nandovců, kterou pak zastoupili Maurjové.

### Maurjovská dynastie
Dynastii Maurjů založil v roce 321 př. n. l. Čandragupta Maurja, jehož důvěrným rádcem byl významný myslitel té doby Čánakja. Čandragupta začal s dobýváním nových území a brzy hranice své říše rozšířil prakticky přes celý sever Indického poloostrova až do střední Asie. Čandraguptovi je připisována zásluha na šíření džinismu na jihu subkontinentu. Nástupcem Čandragupty se stal jeho syn Bindusára, který rozšířil území Maurjovské říše na většinu území dnešní Indie vyjímaje nejjižnější cíp subkontinentu a východní území Kalingy.
Po Bindusárovi nastoupil na trůn jeden z nejvýznamnějších indických panovníků, král Ašóka. Ten zamýšlel dále dobývat nová území. Po krvavé porážce Kalingů se však rozhodl propagovat praktiku ahimsá, čili nenásilí. Stal se patronem buddhismu a s pomocí skalních nápisů započal s jeho propagací a šířením. Do jiných zemí vysílal buddhistické mnichy, aby tam šířili dharmu. Jeho vnuk Sampratí pak přijal džinismus a postaral se zase o šíření džinismu.

### Pomaurjovské dynastie Magadhy
Poslední Maurjovský král Bhagabhadra byl kolem roku 185 př. n. l. zavražděn zakladatelem nastupující dynastie Šungů Pušjamitrou Šungou. Po dynastii Šungů se vlády chopili Kánvové, kteří vládli východní části Indie v letech 71 – 26 př. n. l. Po pádu dynastie Kánvů se nejmocnější silou Indického subkontinentu stala říše Sataváhanovů.

## Raná střední království
Sátavahánové začali ve střední a jižní Indii vládnout okolo roku 230 př. n. l. K nejvýznamnějším králům Sátavahánů patřil král Šátakarni, který si podmanil dynastii Šungů na severu Indie, nebo král Gautamíputra Šátakarni. V Himálajských oblastech se asi od 2. století př. n. l. do 3. století nacházelo Království Kunindů. Okolo 1. století se moci v severní Indii chopili Kušánci, kteří pocházeli ze severního etnika Jue-č'uů, a založili na severu Indie mocnou říši, která sahala od Péšáváru k řece Ganze. Území Kušánců též zabíralo oblast Baktrie (dnes severní Afghánistán) a jižního Tádžikistánu. Na středozápadě Indického subkontinentu se mezi lety 35-405 nacházela šakská země Západních kšatrapů. Ti byli v oblasti nástupci Indoskythů a současníci Kušánů i Satavahánů.
Na Indickém poloostrově dále existovalo velké množství menších i větších zemí jako bylo království Pándjů, Čólů, Čérů, Kadambů, Pálovů a Čálukjovců. Některé země se nacházely na samotném jižním cípu poloostrova (jako např. země Kalabrahovů) a některé se rozprostíraly se i na tamějších ostrovech.

### Severozápadní kultury
Severozápad Indického poloostrova se kolem přelomu letopočtu stal místem, kde se prolínaly různé kultury. Prvním státním útvarem, který vznikl jako přímý důsledek tohoto prolínání, se stalo Indořecké království. To fakticky založil řeckobaktrijský král Démétrios I. Baktrijský poté, co v roce 180 př. n. l. vpadl se svými vojsky na území dnešního Pákistánu a Afghánistánu. Království trvalo necelé dvě století a za tu dobu bylo ovládáno více než třiceti králi, kteří mezi sebou často válčili. Od 2. století př. n. l. až do 1. století n. l. byla v oblasti země Indoskythů. Ti patřili k indoevropské větvi Šaků (Skythů), kteří migrovali ze Sibiře nejdříve do Baktrie, pak do Sogdiany, Kašmíru, Arachózie, Gandháry a nakonec do samotné Indie.
Někdy v 1. století vznikl další státní útvar, království Indoparthů, který ovládl území dnešního Afghánistánu a severního Pákistánu poté, co Indoparthé porazili tamější vládce, čímž byl kušánský král Kudžúla Kadphises. Během třetího a čtvrtého století pronikli do severozápadní Indie perští Sásánovci a dali tak vzniknout kultuře tzv. Indosásánovců, čili kultuře, kde se prolínaly kultury Peršanů i Indů.
V 1. století za vlády římského císaře Augusta se započalo rozvíjet obchodní spojení Starověkého Říma s Indickým poloostrovem.

### Guptovská říše
Ve čtvrtém a pátém století se vlády v severní Indii chopila dynastie Guptů. Za doby Guptů zažila rozmach hospodářství, věda i hinduistická kultura. Z této doby pochází nejstarší dochované purány, tedy staroindické náboženské texty vlastní verzí bráhmí, písmem Gupta. Toto období se proto označuje jako Zlatý věk Indie. K nejvýznamnějším vládcům Guptům patřili Čandragupta I. a jeho potomci Samudragupta a Čandragupta II. Říše Guptů začala upadat až pod nájezdy Hunů z centrální Asie v 5. a 6. století. Po pádu Guptovské říše byla Indie opět ovládána menšími královstvími. Menší skupina Guptů zůstala vládci oblastí Magadhy. Ti byli vyhnáni až králem Haršou dynastie Vardhanáhů.

## Pozdní střední království
V sedmém století nastává v Indii „klasické období“, kdy sever Indie dobyl Harša. Toto období skončilo až s úpadkem země Vidžajanagárů na jihu subkontinentu. Dále se rozvíjel se buddhismus, hinduismus i džinismus. Haršovi se podařilo znovusjednotit sever Indie, který se po pádu Guptovské říše ocitl v úpadku. Haršova říše však začala upadat nedlouho po jeho smrti. Mezi 7. a 9. stoletím se o vládu nad severní Indií staraly tři hlavní dynastie: Pratihavárové (vládli nejdříve v Málvě a později v Kanaudž), Pálové (ovládali oblast Bengálska) a Ráštrakútovci.

## Islámské sultanáty
Poté, co Arabové (a s nimi islám) pronikli do Persie, začali se obracet dále k jihovýchodu, k Indii. Tam totiž kvetl mezinárodní obchod a celá indická civilizace byla v rozmachu. V Indii byly v té době jediné známé diamantové doly na světě. Muslimská invaze na Indický subkontinent však byla postupným procesem, který trval několik staletí. V roce 1347 byl na jihu centrální Indie založen Bahmanský sultanát, který zanikl na počátku 16. století. V oblasti pak vzniklo více menších sultanátů, které se staly známé jako Dekkanské sultanáty (podle Dekánské plošiny, kde se sultanáty nacházely).

### Dillíský sultanát
V průběhu 12. a 13. století vtrhli do severní Indie Arabové, Turci a Afghánci a založili zde Dillíský sultanát. Dynastii Muizzí se podařilo dobýt rozsáhlá území severní Indie, která přibližně odpovídala územnímu rozsahu říše Guptů. Dynastie Chaldžíů pak pokračovala v dobývání dalších území zejména ve střední Asii, avšak většinu subkontinentu se jim sjednotit nepodařilo. Během doby Dillíského sultanátu došlo k opětovnému prolínání kultur, tentokrát indické, resp. hinduistické, a islámské. Někdy v této době měla údajně vzniknout urdština. Dillískému sultanátu mezi lety 1236 a 1240 vládla výjimečně žena (sultánka Razijja), což je v dějinách Indie věc ojedinělá.
V roce 1398 hlavní město Dillíského sultanátu Dillí dobyl a následně vyplenil turkický vládce Tamerlán, čímž Dillíský sultanát zanikl.

## Mughalská říše

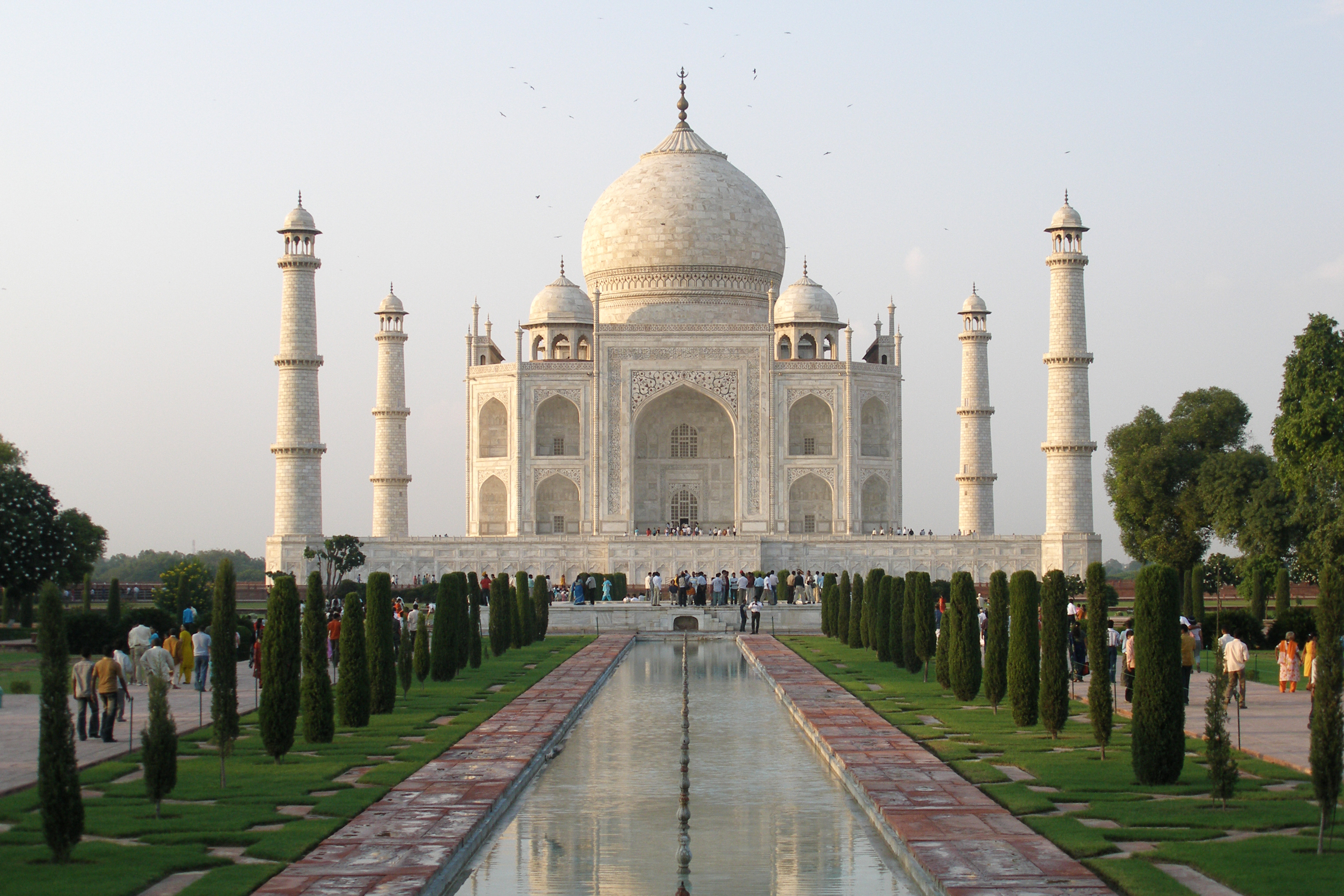
Tádž Mahal, jeden z nejznámějších příkladů vrcholné mughalské architektury

Mughalská říše byla založena v roce 1526 Báburem. Na dalších dvě stě let se stala převažující mocností jak v Indii, tak i v části dnešního Afghánistánu. V této době se počet obyvatel celé říše odhaduje mezi 110-130 miliony. Po roce 1725 však začala říše upadat, zejména díky bojům o nástupnictví trůnu, ale i díky rozpínavé povaze britských kolonií. V 18. století Dillí vyplenil perský dobyvatel Nádir Šáh. K nejvýznamnějším panovníkům Říše velkých Mughalů patřil např. Akbar Veliký, který se v druhé polovině 16. století zasloužil o podstatné rozšíření říše. Panovník Šáhdžáhán pak nechal vystavět jednu z nejznámějších indických staveb, pomník Tádž Mahal. Posledním panovníkem Mughalské říše byl Bahádur Šáh II.
V době Mughalské říše vzkvétalo mughalské umění v čele s architekturou.

## Regionální království po Mughalech
Po pádu Mughalské říše začal na Indickém poloostrově vzrůstat větší počet menších i větších státních útvarů. V této době se na indické území dostali Evropané, kteří se snažili s indickými zeměmi obchodovat (viz níže). K významnějším zemím patřila země Marathů, kterou v polovině 17. století založil Šivádží. V průběhu 18. století se Maráthům podařilo zabrat území většiny Indického poloostrova. Rozmach říše Maráthů byl zastaven až afghánskou armádou, která vedena Ahmad Šáh Durrání zvítězila nad maráthskými vojsky ve třetí bitvě u Pánípatu. Posledním panovníkem byl péšva Bádží Ráo II., jehož armáda byla poražena ve třetí anglo-maráthské bitvě Britskou Východoindickou společností.

## Doba kolonií

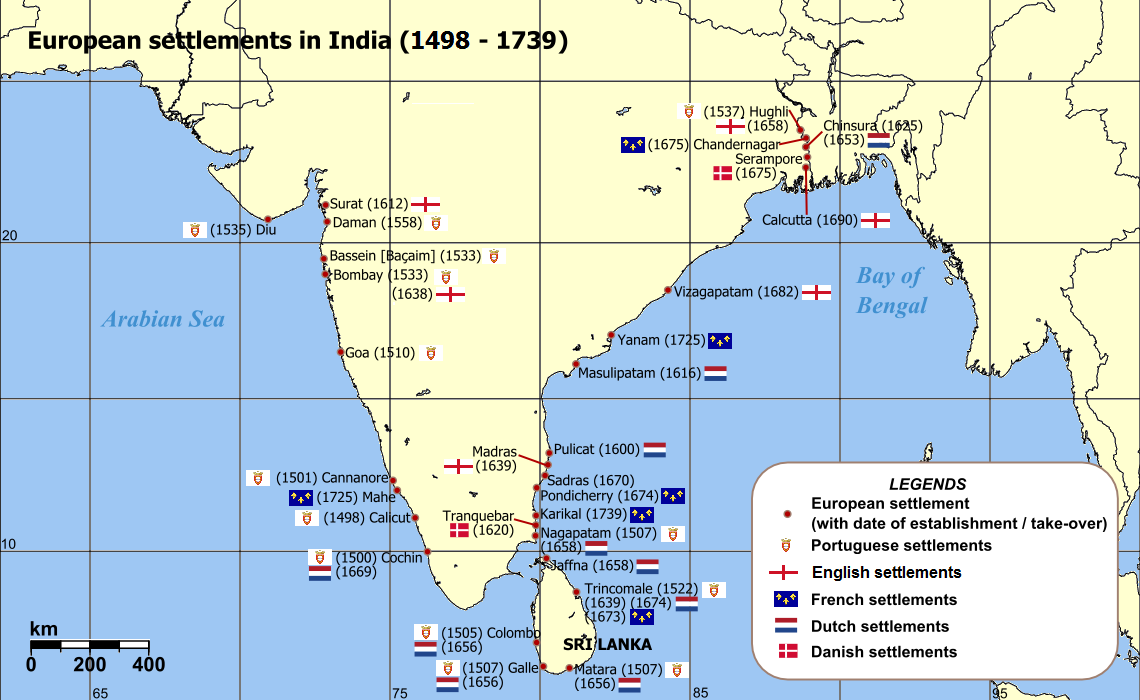
Evropské obchodní osady a kolonie v Indii v letech 1498 až 1739

Když v roce 1498 objevil Vasco da Gama námořní cestu do Indie, vydláždil tak cestu pro přímé obchodní spojení mezi Indií a Evropou. Portugalci brzy zřídili obchodní střediska na území dnešního státu Goa, také v Díu a Bombaji. Po Portugalcích na indické území dostali Holanďané a Britové – kteří zbudovali obchodní středisko na západním pobřeží v přístavu Surat – a v roce 1619 Francouzi. Vnitřní neshody mezi jednotlivými indickými královstvími poskytly Evropanům vhodné podmínky pro nabytí velkého politického vlivu a moci. Moc jednotlivých evropských zemí v Indii postupně začala upadat s příchodem Britské východoindické společnosti, která postupně anektovala celý subkontinent.

## Samostatná Indie
V roce 1947 byla Britská Indie rozdělena na Západní Pákistán a Východní Pákistán (dnešní Bangladéš) a Indii. Díky ústavě z roku 1950 je dnes samostatná Indie demokratickou republikou. Problémem mezi Pákistánem a Indií byla po celou druhou polovinu 20. století oblast Kašmíru, na který si dělaly nárok obě země. Dodnes je Kašmír politicky rozdělenou oblastí.
Více informací o konfliktu v Kašmíru a dějinách Indie během tohoto konfliktu lze najít v těchto článcích:
- První válka v Kašmíru
- Konflikt v Kašmíru po roce 1949
- Indicko-pákistánská válka
- Meziválečné období v indicko-pákistánském sporu